# Bruce
Bruce（ブルース）は、Python プログラマのためのプレゼンテーション・ツール。テキスト、コード、画像、Python のインタラクティブ・セッションをサポートしている。

## インストール
Bruce をインストールするには、ソースファイルをダウンロードして、次のコマンドを実行する：
```
python setup.py install
```

## 使い方
プレゼンテーションを Python スクリプトで書く。このスクリプトは、 "bruce.main" のインポートと、"bruce.main.main(pages)" のコールを含んでいる（"pages"は bruce.page.Page のシーケンス）。スクリプト作成後、プレゼンテーションを実行するには以下のコマンドを入力する：
```
python <ファイル名> [-fs]
```

ここの -fs はフルスクリーンでプレゼンテーションを実行するためのオプション。

## キーボード操作
左右矢印キー（←、→）
前のページ／次のページに移動
上下矢印キー（↑、↓）
5ページ前／5ページ先に移動
ESC キー
プレゼンテーションを終了
HOME、END
始めのページ／最後のページに移動